# John Greenwood (Rennfahrer)

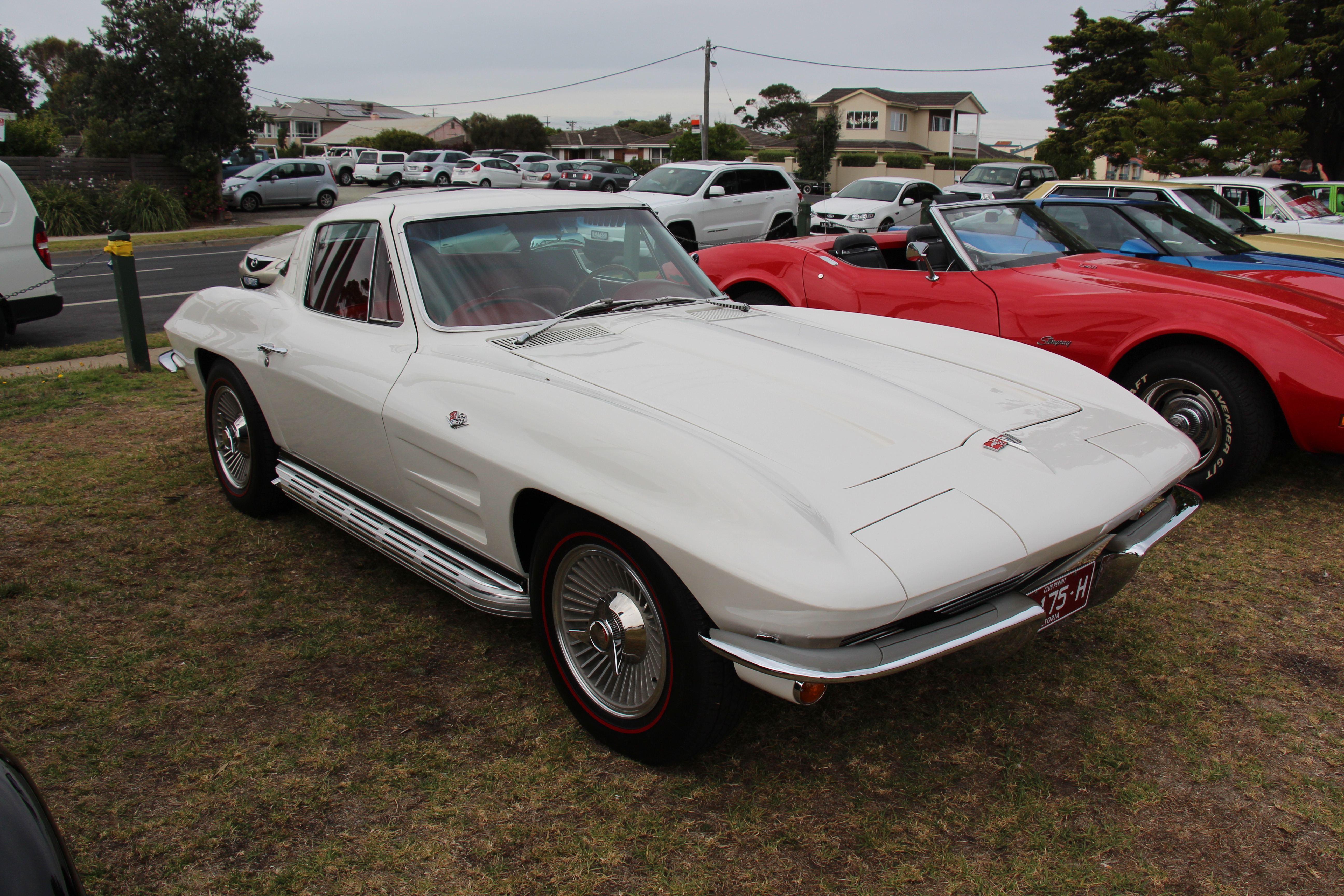
Ein 1964er-Chevrolet Corvette C2 in Satin Silver war John Greenwoods erster Rennwagen

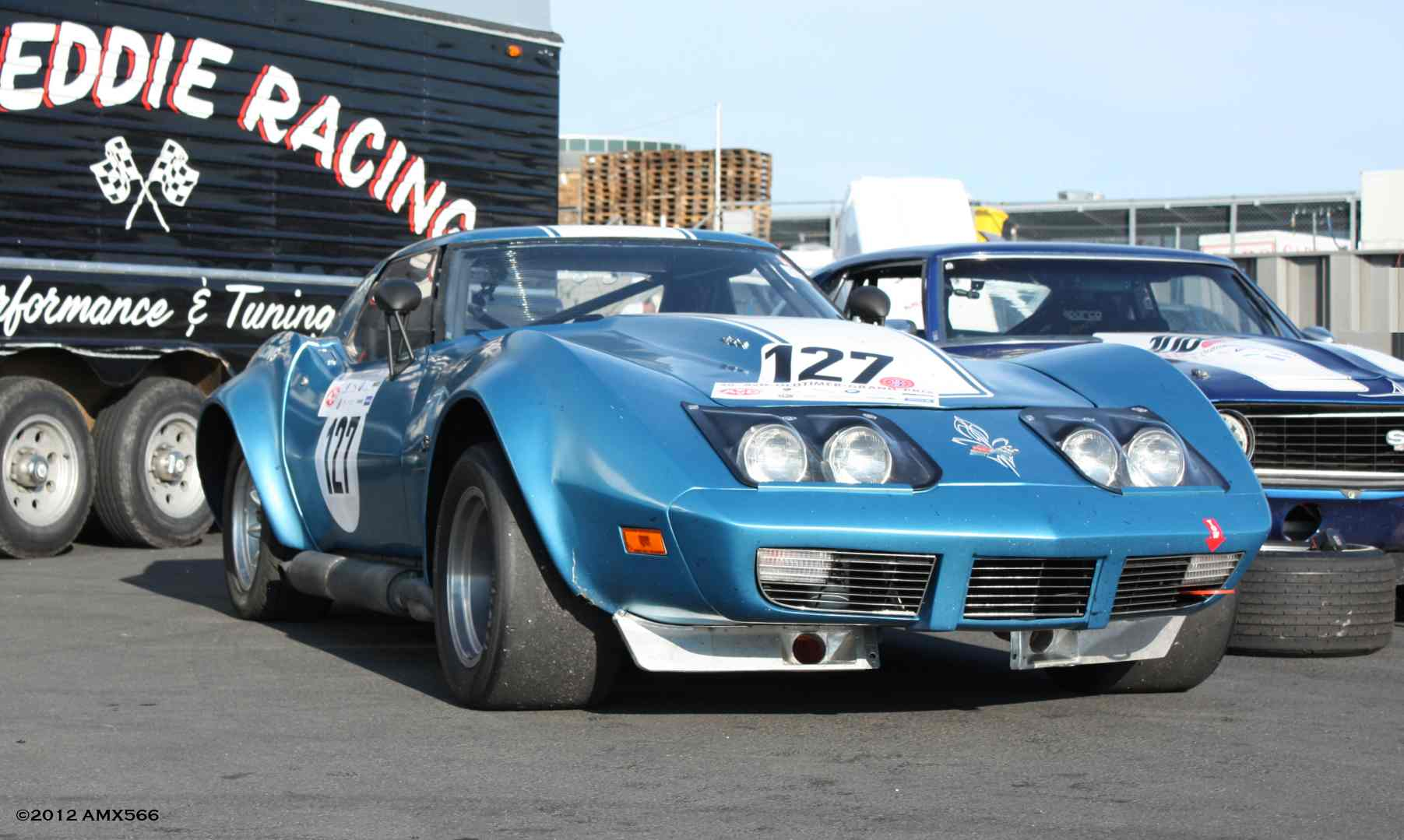
Das von John Greenwood bevorzugte Rennwagenmodell: Chevrolet Corvette C3

John Albert Greenwood (* 5. Juli 1945 in Detroit; † 7. Juli 2015 in Altamonte Springs) war ein US-amerikanischer Unternehmer, Autorennfahrer, Rennstallbesitzer und Konstrukteur.

## Karriere als Rennfahrer
John Greenwood wuchs in der US-amerikanischen Automobilstadt Detroit auf. Sein Vater arbeitete als Ingenieur im Technologiezentrum von General Motors. Als Teenager begann er in der Familiengarage mit dem Umbau von Fahrzeugen zu Dragstern. Erster Rennwagen war ein Chevrolet Corvette C2 Satin Silver, Baujahr 1964, mit dem er nachts auf der Woodward Avenue in Detroit verbotene private Rennen fuhr und später auf der Rennstrecke erste Clubrennen bestritt.
Der aktive Rennsport und das Unternehmertum von John Greenwood wurden von der Corvette C3 geprägt. Alle seine Rennteilnahmen der 1970er-Jahre fanden mit Wagen dieses Fahrzeugtyps statt. 1969 erhielt er seine erste nationale Rennlizenz und eröffnete im selben Jahr eine Fachwerkstätte für Corvettes in Troy, die sich bald auf den Umbau und die Wartung von Corvette-Rennwagen spezialisierte. Die Erfolge als Fahrer machten ihn rasch bekannt, sodass seine Renn- und Unternehmeraktivitäten viele Jahre von Zora Arkus-Duntov und General Motors unterstützt wurden.
Seine Erfolge feierte er im nationalen GT-Sport. 1970 und 1971 gewann er die Gesamtwertung der SCCA National Championship und 1975 die Tourenwagenklasse der Trans-Am-Serie. 1970 gab er seine Debüts beim 24-Stunden-Rennen von Daytona und dem 12-Stunden-Rennen von Sebring. 1975 startete er in Daytona von der der Pole-Position, musste im Rennen nach einem Unfall eines Teamkollegen aber früh aufgeben. Während er sich in Daytona nie im Spitzenfeld klassieren konnte, gelang ihm in Sebring eine Podiumsplatzierung. 1973 wurde er dort Gesamtdritter.
Dreimal kam er nach Europa, um beim 24-Stunden-Rennen von Le Mans zu starten. Alle drei Einsätze endeten durch Ausfälle wegen technischer Defekte an den eingesetzten Corvettes.

## Veranstalter in Sebring
1975 übernahm er die Veranstaltungsrechte des 12-Stunden-Rennens von Sebring, die er bis 1977 innehatte. Greenwood versuchte Verbesserungen an der Rennstrecke in die Wege zu leiten, scheiterte jedoch an den fehlenden finanziellen Mitteln. 2015 starb er nach langer schwerer Krankheit.

## Statistik

### Le-Mans-Ergebnisse
| Jahr | Team                  | Fahrzeug                    | Teamkollege      | Teamkollege  | Platzierung | Ausfallgrund     |
| ---- | --------------------- | --------------------------- | ---------------- | ------------ | ----------- | ---------------- |
| 1972 | John Greenwood Racing | Chevrolet Corvette          | Bernard Darniche | Alain Cudini | Ausfall     | Motorschaden     |
| 1973 | John Greenwood        | Chevrolet Corvette          | Robert Johnson   |              | Ausfall     | Motorschaden     |
| 1976 | IMSA Camel            | Chevrolet Corvette Stingray | Bernard Darniche |              | Ausfall     | Defekt am Kühler |

### Sebring-Ergebnisse
| Jahr | Team                            | Fahrzeug           | Teamkollege    | Teamkollege  | Platzierung            | Ausfallgrund     |
| ---- | ------------------------------- | ------------------ | -------------- | ------------ | ---------------------- | ---------------- |
| 1970 | John Greenwood                  | Chevrolet Corvette | Allan Barker   |              | Ausfall                | Kupplungsschaden |
| 1971 | John Greenwood                  | Chevrolet Corvette | Dick Smothers  |              | Rang 7 und Klassensieg |                  |
| 1972 | John Greenwood Racing           | Chevrolet Corvette | Dick Smothers  |              | Ausfall                | Motorschaden     |
| 1973 | John Greenwood Racing           | Chevrolet Corvette | Mike Brockman  | Ron Grable   | Rang 3                 |                  |
| 1975 | John Greenwood Racing           | Chevrolet Corvette | Jerry Thompson |              | Ausfall                | kein Benzin      |
| 1976 | Levitt Racing Spirit of Sebring | Chevrolet Corvette | Mike Brockman  |              | Ausfall                | Kupplungsschaden |
| 1977 | Mancuso Chevrolet               | Chevrolet Corvette | Burt Greenwood | Rick Mancuso | Rang 22                |                  |